# Turritella caelata
Turritella caelata is een slakkensoort uit de familie van de Turritellidae. De wetenschappelijke naam van de soort is voor het eerst geldig gepubliceerd in 1858 door Mörch in Dunker.